# Кабударе
Кабударе (исп. Cabudare) — город в Венесуэле, в штате Лара. Является административным центром муниципалитета Палавесино. Население — 70 578 чел. (по переписи 2011 года).
Город основан в 1817 году.
Одной из главных достопримечательностей города является церковь Святой Варвары.

## География
Город Кабударе расположен на северо-западе страны. Входит в агломерацию Баркисимето.
Климат жаркий, тропический, сухой. Бо́льшая часть осадков выпадает с мая по июль.
| Показатель                                                  | Янв. | Фев. | Март | Апр. | Май  | Июнь | Июль | Авг. | Сен. | Окт. | Нояб. | Дек. | Год  |
| ----------------------------------------------------------- | ---- | ---- | ---- | ---- | ---- | ---- | ---- | ---- | ---- | ---- | ----- | ---- | ---- |
| Абсолютный максимум, °C                                     | 29,7 | 30,3 | 31,3 | 30,7 | 29,8 | 28,6 | 28,7 | 29,2 | 30,2 | 30,2 | 30,1  | 29,6 | 31,3 |
| Средняя температура, °C                                     | 23,7 | 24,0 | 25,0 | 25,1 | 24,9 | 24,1 | 23,9 | 24,3 | 25,0 | 24,9 | 24,6  | 24,0 | 24,5 |
| Абсолютный минимум, °C                                      | 17,7 | 17,8 | 18,7 | 19,6 | 20,1 | 19,7 | 19,2 | 19,5 | 19,8 | 19,7 | 19,2  | 18,4 | 17,7 |
| Норма осадков, мм                                           | 9    | 7    | 8    | 65   | 94   | 107  | 100  | 71   | 53   | 65   | 58    | 32   | 669  |
| Источник: climate-data.org. Дата обращения: 8 декабря 2018. |      |      |      |      |      |      |      |      |      |      |       |      |      |